# Benno Stieber

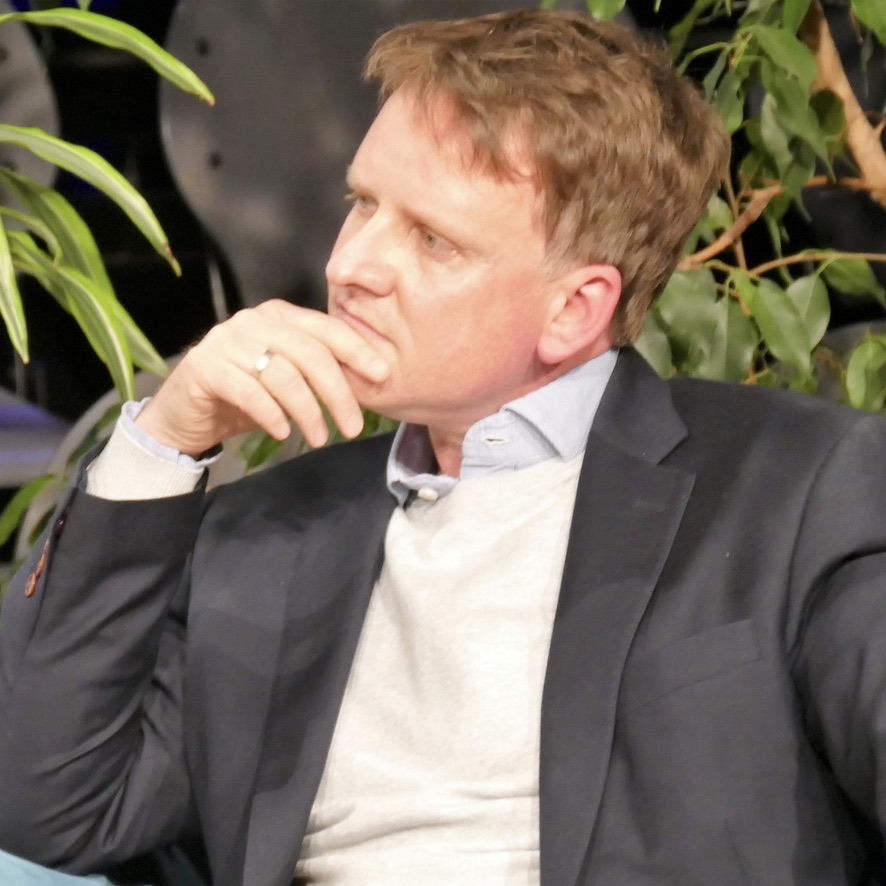
Benno Stieber moderiert eine Diskussion mit Norbert Lammert 2021

Benno Stieber (* 1972 in Freiburg) ist ein deutsch-österreichischer Journalist und Autor.

## Leben und Wirken
Benno Stieber wuchs in Waldkirch auf und machte sein Abitur am örtlichen Geschwister-Scholl-Gymnasium. In München absolvierte er die Deutsche Journalistenschule (DJS) und studierte Journalistik, Politik und Geschichte an der LMU München. Er arbeitete als Redakteur bei der Badischen Zeitung, Kressreport und der Zeitschrift Max.
Er arbeitet seit 2003 als freier Korrespondent für überregionale Zeitungen und Zeitschriften. Für die Financial Times Deutschland berichtete er zehn Jahre als rechtspolitischer Korrespondent und Wirtschaftsreporter. Veröffentlichungen in Brand eins, Cicero und Spiegel Geschichte. Für Merian recherchierte und konzipierte er neben anderen ein Heft über Dubai. Seit 2015 ist er freier Landeskorrespondent für die taz.
2011 veröffentlichte er mit dem damaligen Chef der Vodafone Stiftung Deutschland Thomas Ellerbeck das Buch „Wir – 19 Leben in einem neuen Deutschland“ mit 19 Porträts von Menschen mit Migrationshintergrund. Er verfasste die Biografie über den Gründer des Europaparks Roland Mack.
Benno Stieber ist Mitbegründer des Verbands Freischreiber und war lange Jahre im Vorstand. Von 2012 bis 2017 war er Vorsitzender des Verbands.
Heute lebt Stieber in Karlsruhe. Er hat einen Sohn.

## Publikationen
- mit Andreas Hallaschka: Esslingen. Ferien zwischen Alb und Neckar. Aufsatzsammlung, Merian, Hamburg 2007, ISBN 978-3-8342-0714-2.
- mit David Deißner, Thomas Ellerbeck: Wir. 19 Leben in einem neuen Deutschland. Vodafone-Stiftung Deutschland, Düsseldorf 2011, ISBN 978-3-492-05479-9.
- Roland Mack. Herr der Achterbahnen. Biografie, Verlag Herder, Freiburg 2014, ISBN 978-3-451-30752-2.
- mit Gustavo Alàbiso: 300 x Karlsruhe. Gesichter einer Stadt. Bildband, Der Kleine Buch Verlag, Karlsruhe 2015, ISBN 978-3-7650-0300-4.
- Die Freienbibel. Das Handbuch für Freie Journalisten. ISBN 978-3-8442-7654-1.